# سنتامین
سنتامین (انگلیسی: Centamin) شرکت استخراج معادن استرالیایی است، که در سال ۱۹۷۰ تأسیس شد.